# Il Ponte (rivista)
Il Ponte è una «rivista di politica economia e cultura», come recita il suo attuale sottotitolo, pubblicata a Firenze, fondata da Piero Calamandrei e oggi diretta da Marcello Rossi.

## Il Ponte di Piero Calamandrei
Il primo numero usciva nell’aprile 1945 per i tipi della casa editrice Le Monnier di Firenze. Il frontespizio portava allora “rivista mensile” senz’altra specificazione. Nel 1946 la rivista diviene “rivista di politica e letteratura”, secondo quegli intenti che Piero Calamandrei aveva annunciato all’amico Pietro Pancrazi in una lettera del 5 dicembre 1945 («[la letteratura deve riacquistare] la dignità di un lavoro fatto sul serio, di una sofferenza dentro l’umanità, non di un sollazzo ozioso alla barba dell’umanità che soffre»). Una rivista, nelle prime intenzioni del suo fondatore, sul tipo della «Nuova Antologia» «ma più viva, più rivoluzionaria», in cui la letteratura sarebbe stata necessaria sia a vedere «l’uomo nella sua interezza senza compartimenti stagni nella vita dello spirito», sia ad acquisire «una sua forza di penetrazione in certi ceti, dove certe idee politiche si possono far penetrare solo se presentate con un certo garbo letterario». Letteratura al servizio della politica e rivolta a quella borghesia intellettuale che, sensibile a un rinnovamento morale e civile dell’Italia, era di cultura umanistica più che scientifica. E tuttavia, pur con questa visione della letteratura, pur con la sua formazione da giurista di stampo strettamente umanistico, Calamandrei introduce nella redazione, fin dal primo numero, l’economista Alberto Bertolino, che vi resterà per due anni, accanto a Vittore Branca, Enzo Enriques Agnoletti e Corrado Tumiati che inizialmente funge da segretario.
La collaborazione tra Calamandrei, Enriques Agnoletti e Tumiati all'epoca era stata cimentata anche da altre iniziative, quali la fondazione, il 27 gennaio a Firenze, dell'Associazione Federalisti Europei.
Calamandrei si rende conto dell’importanza dell’economia in una rivista siffatta, e questo è un aspetto che distingue la nuova testata dalle altre riviste di “varia umanità”. L’economia è ancora materia per specialisti, considerata non essenziale dall’uomo di cultura di stampo umanistico a cui pure Calamandrei intendeva rivolgersi. Siamo quindi di fronte a una visione nuova dell’economia e della funzione che questa deve avere in una società che, uscendo dalla dittatura fascista, secondo le speranze del fondatore del «Ponte», deve rinnovarsi completamente, intellettualmente e politicamente.
Ecco come lo stesso Calamandrei (a firma Il Ponte) presentava la rivista nell’editoriale del primo numero: «Il nostro programma è già tutto nel titolo e nell’emblema della copertina: un ponte crollato, e tra i due tronconi delle pile rimaste in piedi una trave lanciata attraverso, per permettere agli uomini che vanno al lavoro di ricominciare a passare». Dunque un ponte distrutto dalla guerra, ma che riacquista la sua funzionalità per mezzo di una trave che permette alla vita civile di riprendere il suo corso normale. Un titolo altamente simbolico, allora (anche se – come sostiene Norberto Bobbio – l’idea del ponte deriva a Calamandrei «dalla pena per i ponti di Firenze distrutti dai tedeschi in fuga» o se, come documenta Alessandro Galante Garrone, il titolo era stato scelto da Tumiati), unito a un emblema che faceva del lavoro manuale – l’uomo che attraversa il ponte porta sulle spalle un badile – il centro di attenzione dell’osservatore.
L’omino che torna ad attraversare il ponte è, secondo le parole stesse di Calamandrei, la ricostruzione dell’«unità morale dopo un periodo di profonda crisi [...] di disgregazione delle coscienze, che ha portato a far considerare le attività spirituali, invece che come riflesso di un’unica ispirazione morale, come valori isolati e spesso contraddittori, in una scissione sempre più profonda tra l’intelletto e il sentimento, tra il dovere e l’utilità, tra il pensiero e l’azione, tra le parole e i fatti». Si fa viva, in questa esigenza di unità dell’attività umana, quell’ispirazione mazziniana che fu una componente costante di Calamandrei. Un mazzinianesimo sui generis, non retorico, rivisitato attraverso l’esperienza dolorosa del fascismo e la durezza della lotta partigiana, che prendeva corpo anche nel partito di cui allora Calamandrei era un esponente, il Partito d'Azione.
Questa istanza mazziniana vuole fare i conti con le posizioni crociane, se è vero che è importante «ristabilire nel campo dello spirito, al disopra della voragine scavata dal fascismo, quella continuità tra il passato e l’avvenire che porterà l’Italia a riprendere la sua collaborazione al progresso del mondo». Ma a questo non ci si può fermare, perché con la Resistenza il popolo lavoratore ha preso coscienza del proprio ruolo nella realizzazione della nuova Italia. Ecco allora che l’omino con il badile che attraversa il ponte acquista un significato denso di novità, anche rispetto alla vecchia classe dirigente prefascista che non può pretendere di riprendere il discorso da dove lo aveva interrotto con una serie di colpevoli connivenze che avevano determinato la presa del potere da parte del fascismo.
La nuova unità che si vuole realizzare tra il popolo dei lavoratori manuali e quello degli intellettuali dovrà «ricostruire in tutti i campi la fede nell’uomo, questo senso operoso di fraterna solidarietà umana per cui ciascuno sente rispecchiata nella sua libertà e nella sua dignità la libertà e la dignità di tutti gli altri». E infatti «non è la storia che fa la fede, ma è la fede che fa la storia: e se le convinzioni morali contano solo in quanto servono ad impegnare la vita, a dirigere e a promuovere atti in coerenza con esse, gli atti contano solo in quanto sono espressione e testimonianza di convinzione morale sentita come regola di vita».

### Calamandrei e Croce
Né lo facevano desistere da questa convinzione le argomentazioni filosofiche che tra il ’42 e il ’43 Benedetto Croce aveva avanzato su «La Critica» contro il liberalsocialismo (che fu componente culturale importante del Partito d’Azione), tanto che proprio nel «Ponte» dell’agosto 1945 Calamandrei ospitava la risposta di Guido Calogero a Croce (L’ircocervo, ovvero le due libertà) in cui Calogero faceva notare che «quando si parla di liberalismo nel senso di amore della libertà quale ideale etico, questo liberalismo non ha nessuno, assolutamente nessuno, specifico significato nel campo politico [...] mentre, quando si parla di liberalismo nel senso di specifica fede politica [...] questo secondo liberalismo deve per forza, fin dal primo momento della sua concreta formulazione, contaminarsi di empiricità. [...] E allora, niente vieta a questo liberalismo pieno [...] di concretarsi tanto in un contenuto che si riferisca piuttosto ai vari aspetti della prassi costituzionale del vecchio liberalismo e della sua pratica attuazione dei classici diritti di libertà, quanto in un diverso contenuto, che invece si riferisce piuttosto a tutto ciò che complessivamente si suol comprendere sotto la designazione di problema sociale».
Se si pensa a che cosa ha rappresentato Croce per questi intellettuali antifascisti durante il ventennio fascista («Egli era stato per venti anni la testimonianza vivente della libertà invincibile. Vent’anni di avvilimento e di silenzio; ma Croce era vivo, e questo era bastato perché l’Italia fosse presente nel mondo», scrive Calamandrei nel Diario), il distacco non può essere stato indolore. Nella primavera del 1940 Croce è a cena in casa Calamandrei e Piero riporta nel diario i passi salienti della conversazione che si è tenuta a tavola: «L’errore del liberalismo, ha detto [Croce], è quello di aver creduto nel progresso rettilineo e nella impossibilità di questi ritorni verso la barbarie, verso l’animalità, che pure si verificano nella storia, la quale progredisce a spirale». Era una puntura ricostituente per il morale di Calamandrei che ha ancora fiducia nell’analisi crociana. Se la storia progredisce a spirale, allora la dittatura cadrà e il liberalismo tornerà a risplendere di luce ancora più luminosa.
Circa un anno più tardi, Croce è ancora a pranzo in casa Calamandrei. Si discute della sorte che sarà riservata all’Italia e alla Germania dopo la sconfitta e il filosofo napoletano si lascia andare a considerazioni di carattere storicistico secondo le quali gli Alleati non dovranno tenere con le nazioni sconfitte atteggiamenti di superiorità e di castigo. Il totalitarismo è anche una loro colpa. Se la Germania fosse stata trattata in altro modo a Versailles e se nei momenti decisivi si fosse difesa con altri mezzi la libertà, ora non saremmo alla guerra. Sono argomentazioni, queste, che non convincono del tutto Calamandrei che non è tanto interessato a sistemare razionalmente la storia passata quanto a trovare una soluzione per il futuro. «Ora non è il caso di fare il processo al passato: si tratta di vedere se per la civiltà e per l’Italia sia più augurabile la vittoria dei selvaggi, o quella dei liberali sdegnosi, i quali in ogni modo in questo momento sanno nobilmente scontare la loro inerzia passata». L’olimpica serenità di Croce che, razionalizzando, tutto sistema ma rischia anche di tutto giustificare, non gli basta più.
Il 3 agosto 1942 dà corpo, nel Diario, ai suoi dubbi con questa annotazione: «Croce ha scritto sulla “Critica” una noterella contro coloro che vogliono trasformare il mondo con programmi di perfezione, e non si accorgono che in ogni cosa umana c’è il bene e il male commisto. Tutto questo porta all’indifferentismo politico, anzi al collaborazionismo: è ingenuo rovesciare il fascismo e il nazismo, perché quello che verrà sarà lo stesso. (Bel modo di ragionare politico! Anche Mazzini, anche Cristo rientrano in questa categoria di “moralisti” che Croce investe e biasima). In realtà nello “storicismo” c’è qualcosa che non va: Croce rimane l’amico della Germania del 1914, il “neutralista” e l’ammiratore di M[ussolini], che fu favorevole al fascismo fino al 3 gennaio [1925]. La sua teoria era allora che i monumenti si costruiscono anche col fango».
Sembrerebbe una rottura completa con il padre dello storicismo italiano, in realtà è uno sfogo accorato per un attacco al liberalsocialismo che Calamandrei riteneva immotivato e immeritato. E tuttavia vengono alla luce una serie di incomprensioni, di fraintendimenti dall’una e dall’altra parte, con una loro radice politica che più tardi avrebbe preso una direzione precisa. Più che a Croce, Calamandrei si sentiva ormai legato a quel gruppo che con Aldo Capitini, Walter Binni, Guido Calogero, Carlo Ludovico Ragghianti, stava dando vita a un’esperienza di socialismo rinnovato. E questo primo distacco da Croce significava anche il distacco, sul piano del liberalsocialismo, dal liberalismo quale forza politica organizzata.
Questa digressione sul rapporto Croce-Calamandrei o, se si vuole, tra il liberalismo classico e il liberalsocialismo, è stata necessaria per avere un’idea sia del clima culturale in cui nasce «Il Ponte», sia delle esigenze a cui la rivista vuole andare incontro. Proprio tenendo presente questo rapporto, Enzo Enriques Agnoletti nel trentennale della rivista scriveva: «Se ci domandiamo come nasce “Il Ponte”, non come fatto pratico, ma da quale humus, al di là della storia individuale dei singoli, quale sia il suo fondamento ideologico, se sia abbastanza univoco, credo che si possa dare una risposta valida [...]: “Il Ponte” nasce dal fascismo. Come polo negativo, ben distinto, costante, ha il fascismo. Nasce cioè dall’antifascismo». Affermazione che va interpretata, perché spesso «Il Ponte» è stata considerata rivista della Resistenza, limitata alla Resistenza e al clima culturale e sociale che questa espresse. Eppure proprio Calamandrei aveva già intuito questo pericolo quando avvertiva i lettori che «nessuna vittoria militare per quanto schiacciante, nessuna epurazione per quanto inesorabile potrà esser sufficiente a liberare il mondo da questa pestilenza [il fascismo e il nazismo], se prima non si rifaranno nelle coscienze le premesse morali, la cui mancanza ha consentito a tante persone [...] di associarsi senza ribellione a questi orrori, di adattarsi senza protesta a questa belluina concezione del mondo. Ora la resistenza europea [...] è stata ed è sopra tutto lotta contro questa concezione del mondo e contrapposizione ad essa di una diversa concezione: la sconfitta militare delle forze fasciste non è la conclusione, ma la premessa per la costruzione di una società libera, cioè liberata dalle innumerevoli e non sempre facilmente afferrabili forze contrarie a quella concezione dell’uomo che è la nostra».

### Resistenza Costituente Repubblica
Antifascismo e Resistenza sono allora, fuori da ogni facile agiografia, premessa per la ricostruzione morale e civile degli italiani, e la rivista si prefigge il compito di dare corpo reale a questa ricostruzione attraverso dibattiti, studi, polemiche, proposte.
Quanto la rivista abbia mantenuto il suo impegno lo si evince da un esame dei temi ricorrenti nelle dodici annate che caratterizzarono la direzione di Calamandrei. Il primo grande problema concerne l’assetto istituzionale dell’Italia uscita dal fascismo: il problema della Costituente. Ma a chi spetta ripensare l’assetto istituzionale? Su questo Calamandrei non ha dubbi: ai Comitati di liberazione
Tutti: altrimenti non sarebbe più una democrazia! – Un momento, signori: guardiamo di non cadere in equivoci. Noi possiamo anche riconoscere che i partiti raggruppati intorno ai comitati di liberazione [...] non costituiscono attualmente la maggioranza numerica del popolo italiano, gran parte del quale non è iscritta ai partiti; ma non dimentichiamo che nei periodi rivoluzionari, e specialmente nei periodi di ricostruzione costituzionale, le sole forze che contano sono quelle vive e deste, quelle che col fatto dimostrano di voler essere presenti nella vita politica, di sentire i loro doveri per quanto duri e i loro compiti per quanto gravosi. I comitati di liberazione sono gli organi di quelle forze politiche che sole, nel momento della tragedia, hanno sentito la responsabilità della lotta e della ricostruzione: gli incerti, gli scettici, i “senza partito” non contano: le rivoluzioni non sono mai opera delle maggioranze assenti e irresponsabili.»
(Piero Calamandrei, Funzione rivoluzionaria dei comitati di liberazione, «Il Ponte», n. 2, maggio 1945.)
E ancora, a proposito del 2 giugno 1946, Calamandrei scrive:
Le dinastie pagano fatalmente col trono le guerre perdute. [...] Ma qui non è stata perduta una guerra: siamo stati portati sul punto di perdere una civiltà. [...] Il crollo più pauroso è stato quello dello spirito: la rottura brutale di millenni di ragione e di gentilezza, l’irrisione demente di quella solidarietà cristiana per cui ogni uomo è una creatura unica fatta di coscienza più che di carne. [...] Questa tradizione è la nostra patria più vera: a questa nostra patria profonda la dinastia sabauda, in nome dell’Italia, ha dichiarato guerra. [...] Non chiediamo punizioni rigorose [...] se ne vadano, tutta la famiglia: comprendano, una volta tanto, il loro dovere di discrezione. Spariscano: ci liberino da questa loro sciagurata presenza che è il ricordo vivente di una spaventosa sconfitta morale.

Il 2 giugno non saranno elezioni: sarà la riconciliazione di un popolo. Attenderanno, alle porte dei seggi elettorali, ancor prima che arrivino gli elettori, lunghissime file di ombre: i nostri morti, lontani e recenti; i giovinetti partigiani caduti alla macchia, i vecchi che non parlarono sotto la tortura, le donne e i bambini spariti nelle nebbie della deportazione. Chiederanno la pace: e l’avranno, la pace con giustizia: la repubblica.»
(Piero Calamandrei, 2 giugno 1946: la pace, «Il Ponte», n. 6, giugno 1946.)
Durante i lavori della Costituente Calamandrei, con la tensione morale che lo distingue, pensa a una costituzione in fieri, a una Carta che serva alla ricostruzione morale e civile degli italiani e non a un’operazione già tutta conchiusa che si ponga sul popolo italiano con la forza e la costrizione della giurisprudenza.
In Italia la trasformazione sociale è ancora da fare: crollato il fascismo, l’unica ricostruzione rivoluzionaria finora compiuta è stata, nel campo politico, la repubblica. [...] La costituzione democratica italiana, invece che lo specchio fedele e la “legalizzazione” formale di una rivoluzione già avvenuta nel passato, deve essere necessariamente considerata come lo strumento predisposto per rendere possibile nell’avvenire, in forme progressive e legalitarie, quella trasformazione sociale che è oggi appena agli inizi.
Una trasformazione difficile di cui tuttavia Calamandrei non dispera e che va ricercata in ogni atto della vita politica, perché tutto concorre o al rinnovamento o al mantenimento degli antichi rapporti di forza. Per questo nell’aprile ’49, dalle colonne del «Ponte», prende posizione contro il Patto atlantico che «costituirà un ostacolo immediato alla pacificazione interna e al funzionamento normale della nostra democrazia. [...] E questo potrà rimettere in discussione le libertà costituzionali che sono scritte per il tempo di pace e non per la vigilia di guerra, per gli avversari politici e non per supposte quinte colonne; e darà sempre più ai provvedimenti di polizia il carattere di repressioni di emergenza, che si vorranno giustificare colle rigorose esigenze della preparazione militare».
Se si torna con la memoria al clima che caratterizzò gli anni cinquanta, allo strapotere della polizia e alla demonizzazione delle forze di opposizione, il Patto atlantico non solo annullava la possibilità di una sostituzione di forze politiche al governo ma addirittura impediva il ritorno a una coalizione più larga, come quella dell’immediato dopoguerra; impediva, cioè, come aveva detto Calamandrei, una prospettiva di normale funzionamento della democrazia.
Dal Patto atlantico alla legge elettorale proposta dalla Democrazia cristiana nel 1953, la “legge truffa”, il cammino appare obbligato. Nota Enzo Enriques Agnoletti che chi pretendeva di organizzare un potere militare sottratto alla sovranità italiana, non aveva pudore a chiedere il potere solo per certe forze politiche. Sulla legge truffa i democratici della Resistenza si spaccarono e i collaboratori del « Mondo», che pure avevano la stessa matrice culturale di quelli del «Ponte», che pure venivano dalle stesse esperienze e avevano anche militato nello stesso partito, si dichiararono favorevoli. Era un diverso modo di interpretare il significato della Resistenza come esperienza circoscritta o di liberazione a trecentosessanta gradi. In questa prospettiva vanno letti i numeri speciali sulle singole regioni (i numeri sulla Sardegna e sulla Calabria in particolare, in cui si voleva denunciare la condizione di oppressione e di colonizzazione delle popolazioni), così come i numeri speciali sul Regno Unito laburista, sui Paesi Bassi e i Paesi scandinavi, su Israele, sull’Ungheria.
Il numero sulla Cina, l’ultima fatica di Calamandrei, scomparso nel 1956, è sintomatico della sua grande apertura verso i popoli oppressi, colonizzati, per i quali si impone – come unico e vero atto di civiltà – una lotta di liberazione.

## Il Ponte di Enzo Enriques Agnoletti
La direzione di Enzo Enriques Agnoletti ha coperto lo spazio di trent’anni, dal 1957 al 1986. Anni difficili e diversi nella loro caratterizzazione. Dal centrismo si passa al centrosinistra, poi alla crisi di questo e al craxismo. In politica estera, dalla guerra fredda al kennedismo, alla distensione kruscioviana, alla guerra del Vietnam e alla presa di coscienza politica del Terzo mondo. Enriques Agnoletti ha traghettato in questo periodo difficile «Il Ponte». A lui si deve la lunga vita della rivista, alla sua capacità di rinnovarsi, senza lasciarsi andare a posizioni trasformistiche. Norberto Bobbio, nel trentennale della rivista, scriveva: «[“Il Ponte”] non è mai venuto meno in questi anni, nonostante la mediocrità della nostra storia e le atrocità del fascismo nel mondo, all’impeto e all’impegno delle grandi speranze».
Del «Ponte» di Enriques Agnoletti si ricordano qui – per ragioni di spazio – solo due momenti significativi. Il primo è la lunga battaglia per il Vietnam. Primo in Europa, «Il Ponte» denunciò l’inciviltà della guerra americana e, unica rivista in Italia, pur con le sue modeste forze, sferrò una lotta senza quartiere contro coloro che, pur dichiarandosi intellettuali di sinistra, erano rimasti legati all’idea della supremazia della civiltà occidentale e negli Stati Uniti identificavano il meglio di tale civiltà.
L’altro momento attiene alla politica interna, e precisamente all’opposizione dura e incondizionata a Craxi, sia come segretario del Partito socialista italiano, sia come presidente del Consiglio. Per la penna di Tristano Codignola «Il Ponte» nel dicembre del 1981 (da evidenziare la data: quando Craxi era all’apice del successo e mieteva consensi a destra e a manca) faceva la seguente analisi: «Una politica di Craxi che continuasse a svolgersi per le vie intraprese [...] comporterebbe inevitabilmente la perdita del partito per la sinistra, e la necessità di affrontare il problema della sua sostituzione con uno strumento più coerente e credibile. [...] La mutazione genetica del Psi non è un’invenzione di [Riccardo] Lombardi, è una constatazione indubitabile. [...] La sua trasformazione in formazione laico-moderata, che contende il terreno socialmente centrista alla Dc, è un processo non solo molto avanzato, ma un processo reso probabilmente irreversibile dalla stessa capacità politica di Craxi».
Era la fine di un lungo rapporto critico, di interlocuzione ma anche di militanza, degli uomini del «Ponte» con il Psi, perché a loro sembrava, con più di dieci anni di anticipo, che questo partito, con la sua sete di potere, avesse infine smarrito quei valori di giustizia e libertà di cui si era fatto interprete all’atto della nascita della Repubblica.
«Una forma nuova di aggregazione a sinistra deve essere pensata, che non riproduca la forma-partito, entrata gravemente in crisi, proprio per la sua incapacità a coprire i molti spazi potenzialmente aperti nella società. Il partito come organismo verticistico e burocratico, fondato sulla carriera garantita di un ristretto gruppo di politici e di funzionari, può essere una necessità: non soddisfa certo le esigenze di partecipazione che ribollono nel paese» . Con queste parole Codignola ed Enriques Agnoletti si separavano dal Psi craxiano, riaffermando le ragioni di quel liberalsocialismo che li aveva iniziati alla politica.
Una forma di nuova aggregazione a sinistra fu l’ultimo obiettivo alacremente perseguito da Enriques Agnoletti. Scriveva nel gennaio 1984: «C’è [...] una crisi della sinistra che è crisi di progetto e di teoria. [...] Si aggira in Europa una specie di nuovo fantasma: il socialismo è morto? La teoria socialista, il marxismo, sono definitivamente superati e inadatti a spiegarci la realtà? Le lotte sociali che certo rianimano le solidarietà della sinistra, le lotte per la pace, sempre più necessarie, sono soltanto difensive o poggiano su una proposta di società diversa? Esiste una cultura nuova di sinistra? [...] Per preparare il futuro occorre rinnovare la teoria mettendola alla prova della realtà. Quindi critica politica dell’economia politica e delle politiche economiche contemporanee in un quadro mondiale».

## Gli ultimi decenni
«Il Ponte» attuale ha raccolto l’eredità di Enzo Enriques Agnoletti. In un primo momento, la caduta del Muro di Berlino e la fine dell’Unione Sovietica, per quanto atteneva alla politica estera; poi Tangentopoli, la dissoluzione del Psi e della Dc, la trasformazione del Pci in Pds, e ancora l’ascesa della destra, per quanto concerneva la politica interna, riproponevano con urgenza una nuova critica dell’economia politica, per dare alla sinistra la sua identità di sinistra e farla uscire dalle posizioni difensivistiche che la vedevano interprete secondaria della vita politica. Già nel febbraio 1993, con un manifesto intitolato Una costituente per la sinistra, si proponeva, attraverso un autoscioglimento dei partiti della sinistra, un’assemblea costituente che desse vita a un partito unico del socialismo, un partito con una pluralità di proposte adeguatamente articolate sui singoli problemi, ma unitarie nell’ispirazione centrale e nelle linee essenziali di movimento. Questo perché, non condividendo le posizioni di chi si arroccava su una improbabile rinascita del comunismo, il gruppo del «Ponte» nutriva molte perplessità anche di fronte alla strategia di chi, per indossare una veste nuova, era disposto ad appiattirsi sul centro, sacrificando in tal modo alle ragioni dell’esistente l’impegno delle grandi speranze.
Secondo il manifesto sopra citato, una politica che desse alla sinistra la sua identità di sinistra doveva «liquidare, senza mortificanti pentitismi, ciò che di irrimediabilmente datato vi [era] nel socialismo europeo, restaurando e ridefinendo, al tempo stesso, ciò che vi [era] di ancora valido nella critica socialista del capitalismo. [...] Non resa a discrezione all’ideologia liberal-liberistica, né accettazione della surroga cattolica nell’organizzazione della protesta agli eccessi del capitalismo, [...] ma innesto politico consapevole dei valori di solidarietà laica nella società contemporanea».
Tutto questo riproponeva i grandi temi su cui insisteva la rivista: dalle elaborazioni di Henri Lefebvre sullo Stato, sulla città, sulla vita quotidiana a quelle di Paolo Sylos Labini sull’inadeguatezza del marxismo, a quelle di Giacomo Becattini sulla democrazia economica e lo sviluppo locale. Era fondamentale proporre alla sinistra una via che non fosse una resa al liberismo imperante, ma un tentativo di riconquista di quei valori liberalsocialisti che animarono la rivista al suo sorgere e contribuirono alla costruzione della Repubblica democratica.
In un secondo momento, in particolare con la nascita del Partito democratico, il gruppo del «Ponte» ha preso atto del fatto che la sinistra italiana ha scartato, in larga misura, la possibilità di una riaffermazione del socialismo, rinunciando così, attraverso una perdita d’identità, ai suoi valori fondanti. Da qui l’esigenza della rivista di proporsi quale voce di un liberalsocialismo rinnovato o – in un’accezione più ampia – di un “socialismo libertario”.
La “mutazione genetica” che negli anni ottanta attraversò il Psi, e nei novanta anche il Pci, sembra oggi aver dato i suoi frutti. Tutti indistintamente tendono all’occupazione del potere a qualsiasi costo. Su questo piano la destra e la sinistra si equivalgono e non c’è da meravigliarsi se sulle grandi questioni (riforma della Costituzione, riforma della giustizia, riforma della legge elettorale) abbiano talvolta trovato, e potrebbero ancora trovare, un accordo. Per un socialismo libertario si aprono scenari foschi: al «Ponte» si pensa che «la lotta per la ricostruzione di una sinistra politica sarà lunga e faticosa. La sua autodistruzione […] è il punto di arrivo di un processo […] che è tutt’uno con la deformazione della democrazia in Italia». Ma la storia continua e continua «Il Ponte» con la voce di un gruppo di intellettuali a cui piacerebbe che il socialismo tornasse almeno a essere, come si addice a una rivista, argomento di studio e di discussione.